# Stimmpfeife

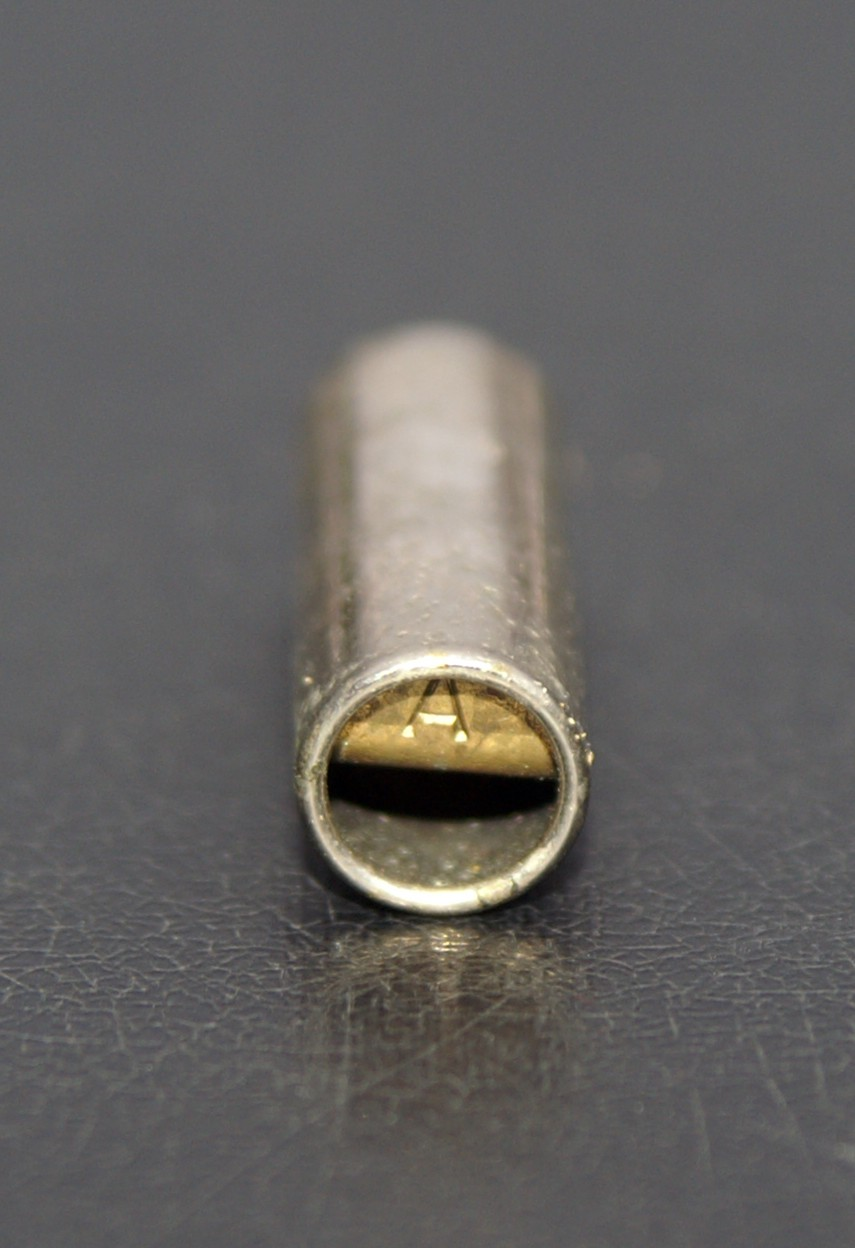
Stimmpfeife mit einem Ton auf a^{1}, 440 Hz

Die Stimmpfeife ist ein Stimminstrument, das zumeist früher für Saiteninstrumente verwendet wurde und heute für A-cappella-Ensembles dient.

## Bauart und Verwendung
Eine Stimmpfeife besteht aus einer Röhre oder mehreren Röhren mit eingebauten durchschlagenden Stimmzungen, oder Tonkanzellen mit eingebauten Stimmzungen, anspielbar durch Hineinblasen mit menschlichem Atem. Zum Musizieren ist sie nicht gedacht. Sie wurde früher zur Tonhöhenvorgabe beim Stimmen von Instrumenten gebraucht. Da die Stimmpfeife je nach gesteuerter Stärke des Atemdrucks laut oder leise erklingt, dient sie heute vorwiegend zur dezenten Angabe der Anfangstöne bei Vokalensembles vor dem Beginn eines meist unbegleiteten Gesangstückes. Es gibt chromatische Stimmpfeifen mit zwölf Tönen, solche mit nur so viel Tönen, wie das zu stimmende Instrument Saiten hat, meist also vier oder sechs Töne, oder sogar nur mit einem Ton zur alternativen Verwendung einer Stimmgabel.

## Bauformen

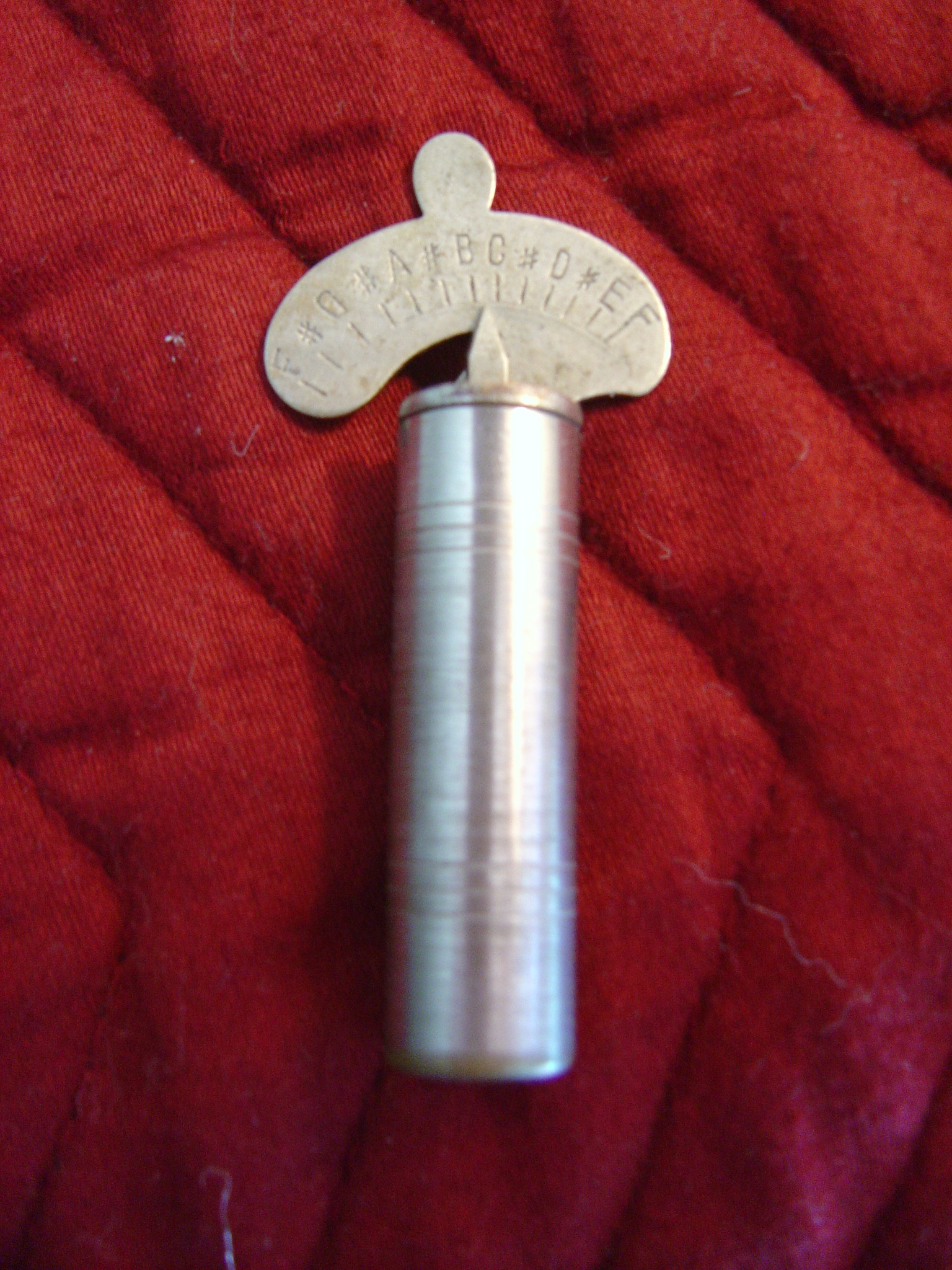
Einstellbare tschechische Stimmpfeife
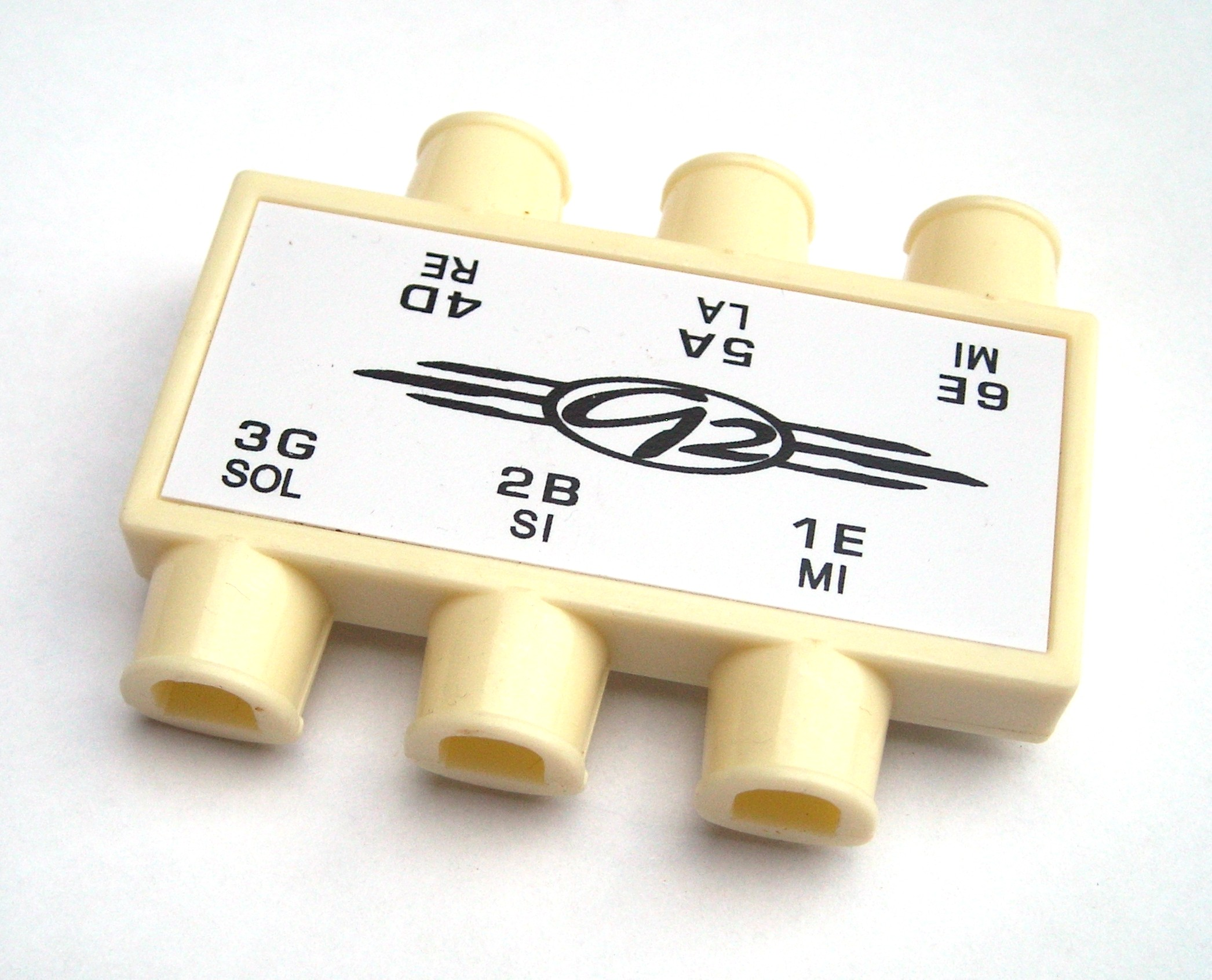
Stimmpfeife für eine Gitarre

## Verwandte Themen
Elektronische Stimmgeräte oder Stimmapps für Personal Computer oder Smartphones, die die Stimmpfeife heute meist abgelöst haben, messen die Frequenz, der vom Instrument erzeugten Töne. Manche dieser Geräte können je nach Bauart bzw. Programmierung wahlweise auch Töne erklingen lassen.